# Vigan
Vigan je město na Filipínách, hlavní město provincie Ilocos Sur. Leží na západním pobřeží severní části ostrova Luzon v regionu Ilocos nedaleko od delty řeky Abry do Jihočínského moře. Jeho historické centrum je nejlépe zachovalým španělským koloniálním městem v Jihovýchodní Asii a v roce 1999 bylo zapsáno na seznam světového kulturního dědictví UNESCO.

## Etymologie
Název Bi gan pochází z mandarijštiny a znamená pěkné pobřeží. Název upravili Španělé kvůli lepší výslovnosti v jejich mateřštině.

## Historie
Malá vesnice s několika dřevěnými a bambusovými chatrčemi sloužila jako útočiště čínským mořeplavců na obchodních cestách. Španělé pod vedením Juana de Salcedo přišli na území dnešního města v červnu 1572 z poslání krále Filipa II. a založili zde kolonizační a misionářskou stanici. Osada byla pojmenována Villa Ferdinanda a de Salcedo byl jmenován viceguvernérem celého regionu Illocos.
Během dalšího rozkvětu byla přejmenována na Ciudad Ferdinandina. Jako z největšího komerčního centra se z města pravidelně obchodovalo s Čínou nebo s projíždějícími španělskými, čínskými a později americkými posádkami lodí plovoucí zejména na trase Manila-Acapulco.
Dne 10. prosince 1941 se v rámci japonské invaze na Filipíny u Viganu vylodily jednotky 48. divize císařské armády.

## Světové dědictví
Od roku 1999 je město součástí světového dědictví, a to zejména díky unikátní architektuře a urbanismu pocházející ze španělského koloniálního období. Jedná se o jedinečné propojení španělské a čínské kultury s filipínskými vlivy unikátním způsobem výjimečným pro celou Jižní a Jihovýchodní Asii. Samotná památkově chráněná zóna se nachází mezi kanály delty Govantes a Mestizo a rozprostírají se v ní dvě velká náměstí Plaza Salcedo a Plaza Burgos.
Historické jádro tvoří celkem přibližně 230 domů. Mnohé z nich mají silné cihlové zdi jako ochranu před zemětřesením, jež postihuje filipínské ostrovy často. Tradičním typem domů jsou tzv. bahay na bato (kamenné domy). Velmi bytelnou konstrukci tvoří kamenné spodní podlaží a dřevěná horní nádstavba. Vliv čínské architektury je znatelný při pohledu na šikmé taškové střechy. Dolní patro domů používali obchodníci jako své kanceláře, zatímco horní obývali.

### Katedrála
Dominantou města je metropolitní katedrála sv. Pavla vystavená v tzv. zemětřesném baroku, stavba by tedy měla odolat všem otřesům země. Svatostánek byl postaven roku 1790 augustiniány několik metrů od původního kostela, nese ovšem výrazné prvky čínské architektury ve stylu Feng-šuej – na mosazném zábradlí lze dodnes rozeznat čínskými znaky psané poznámky jeho autorů. Z bezpečnostních důvodů chybí katedrále dokonce i zvonice – stojí odděleně, aby ji při zemětřesení neponičila, a má zajímavý osmicípý tvar. Vedle katedrály se nachází arcibiskupská rezidence, která svému účelu slouží nejdéle na celých Filipínách.

### Plaza Salcedo
Náměstí Plaza Salcedo se rozprostírá blízko katedrály. Je pojmenováno po španělském dobyvateli Juanovi de Salcedo a na jeho počest vévodí náměstí jeho socha a obelisk umístěný uprostřed rozlehlé fontány. Je zde umístěné také diorama se významnými stavbami světa. Místo je také významné popravením filipínské revolucionářky Gabriely Silang v září roku 1763. Tuto první ženskou vůdkyni oběsili jako výstrahu dalším obyvatelům.

## Osobnosti města
- Narodil se zde šestý prezident Filipín Elpidio Quirino.
- Jose Burgos - filipínský lidový hrdina, prosazoval reformaci španělské koloniální správy.

## Fotogalerie

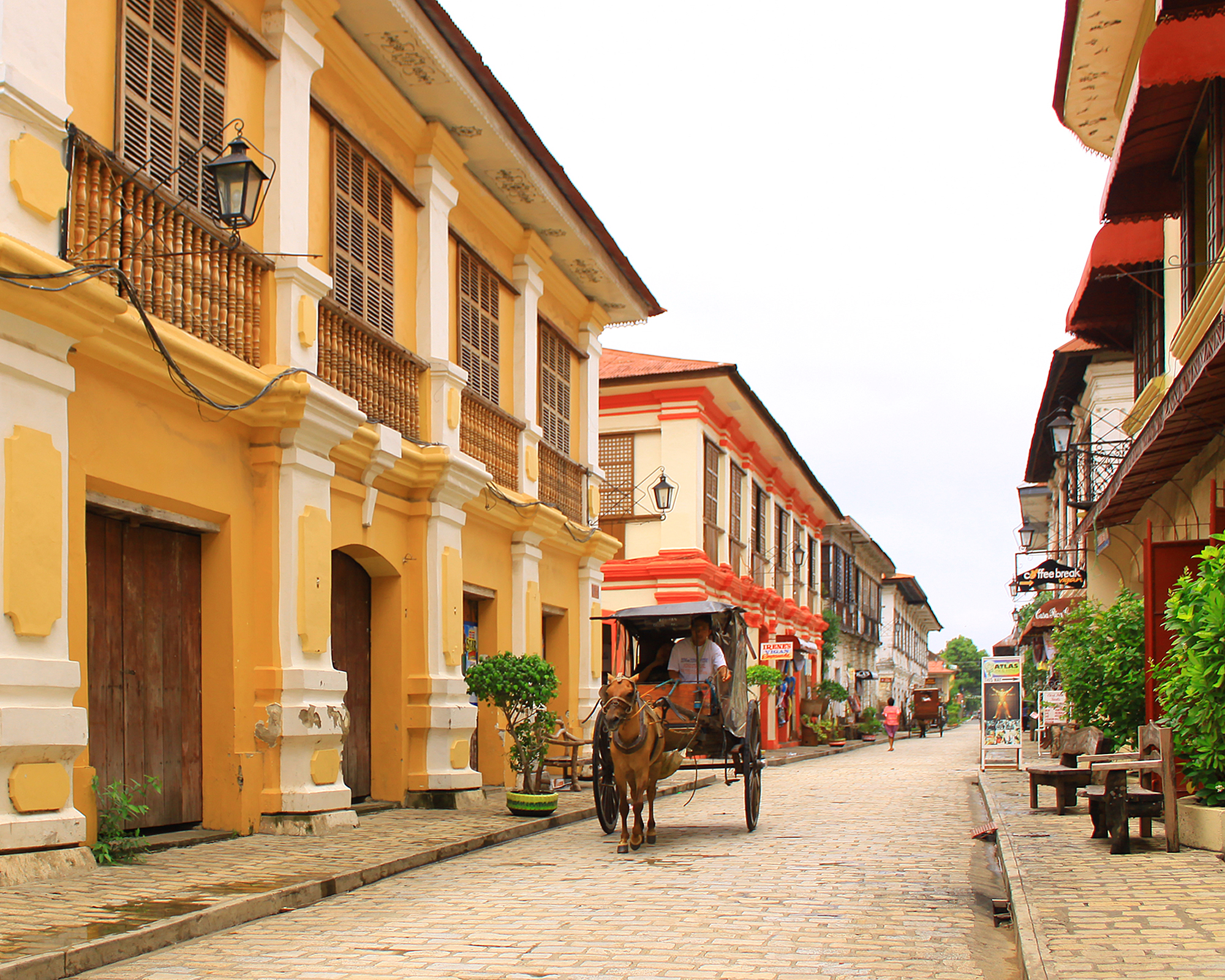
historická zástavba
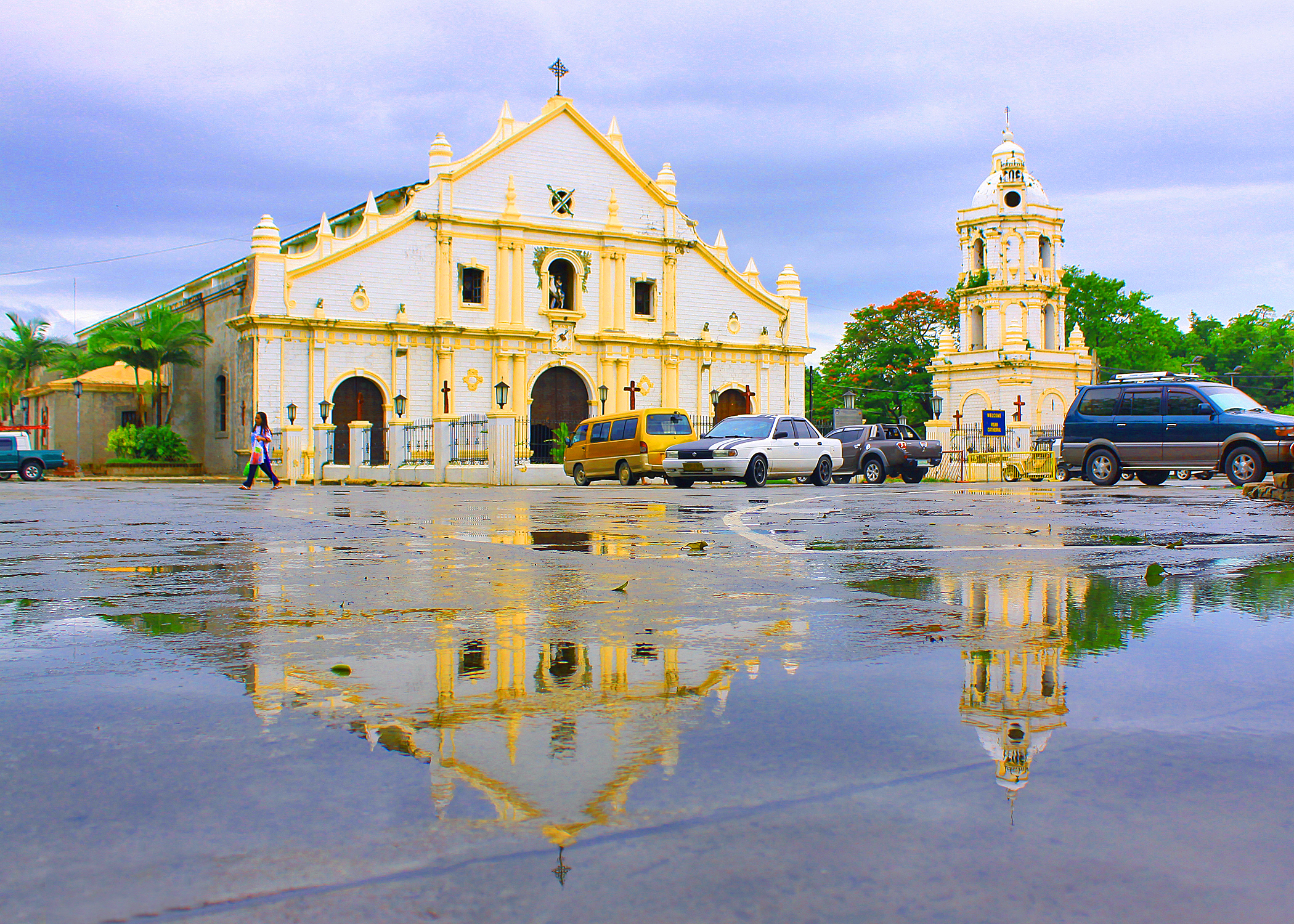
Metropolitní katedrála
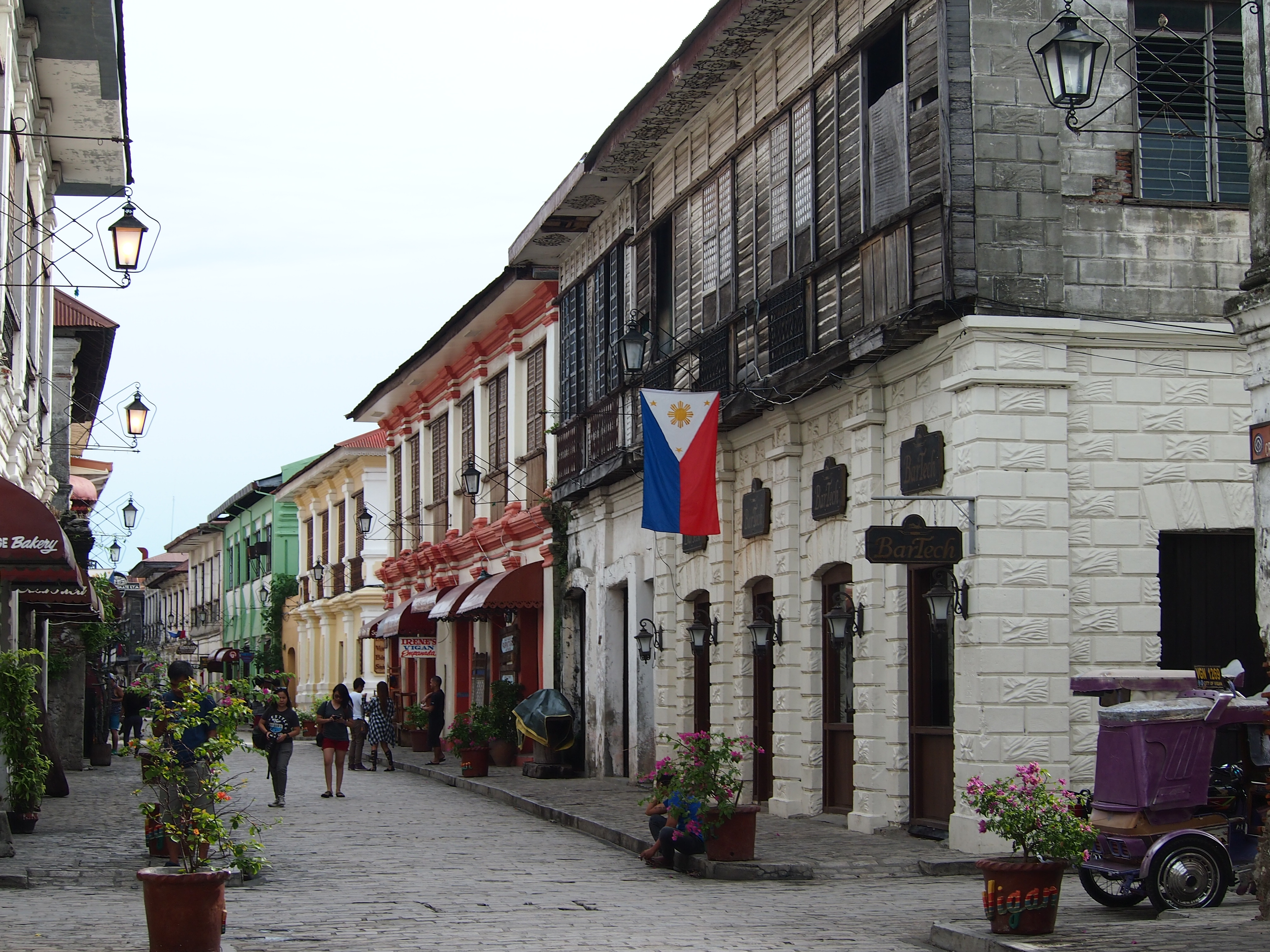
ulice Crisologo
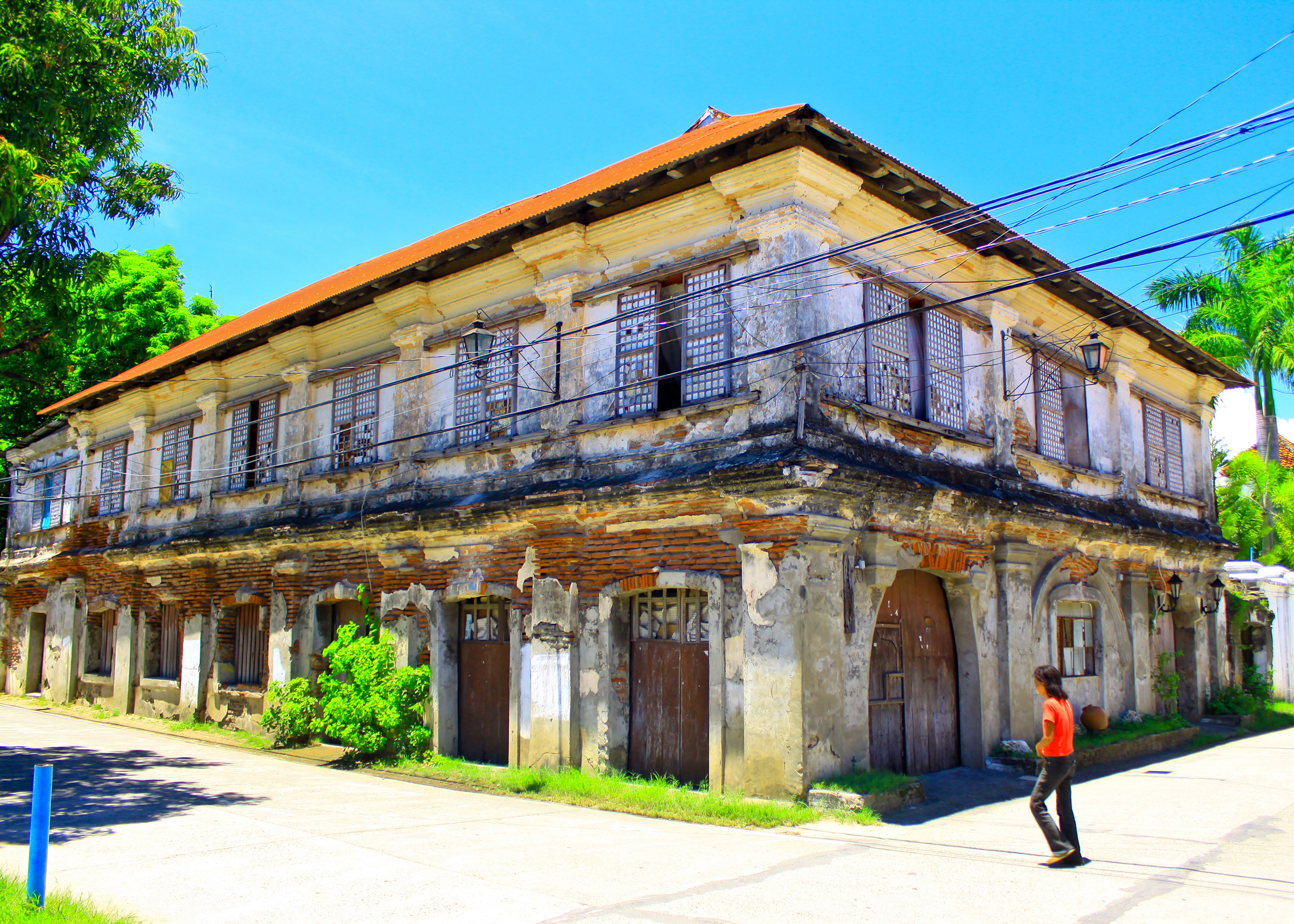
historická zástavba